# إنترنت إكسبلورر 8
إنترنت إكسبلورر 8 هو (بالإنجليزية: Internet explorer 8)‏ هو النسخة الأخيرة من متصفح الويب مايكروسوفت إنترنت إكسبلورر، صدرت النسخة الأولى منه بيتا 1 في 5 مارس 2008 وكانت موجهه للمصممين والمطورين، وصدرت نسخته الثانية بيتا 2 وهي موجهه للمستخدم العادي صدرت في 27 أغسطس 2008 ومن المتوقع صدور الإصدار النهائي من البرنامج قبل نهاية العام 2008.
طبقا لتصريحات مايكروسوفت فإن أولويتها في الإصدار الجديد هي تحسن الأمن في البرنامج وسهولة الاستخدام بالإضافة لتحسينات في دعم البرنامج لكل من آر إس إس وسي إس إس وأجاكس.